# Ampoule centenaire
Pour les articles homonymes, voir ampoule.

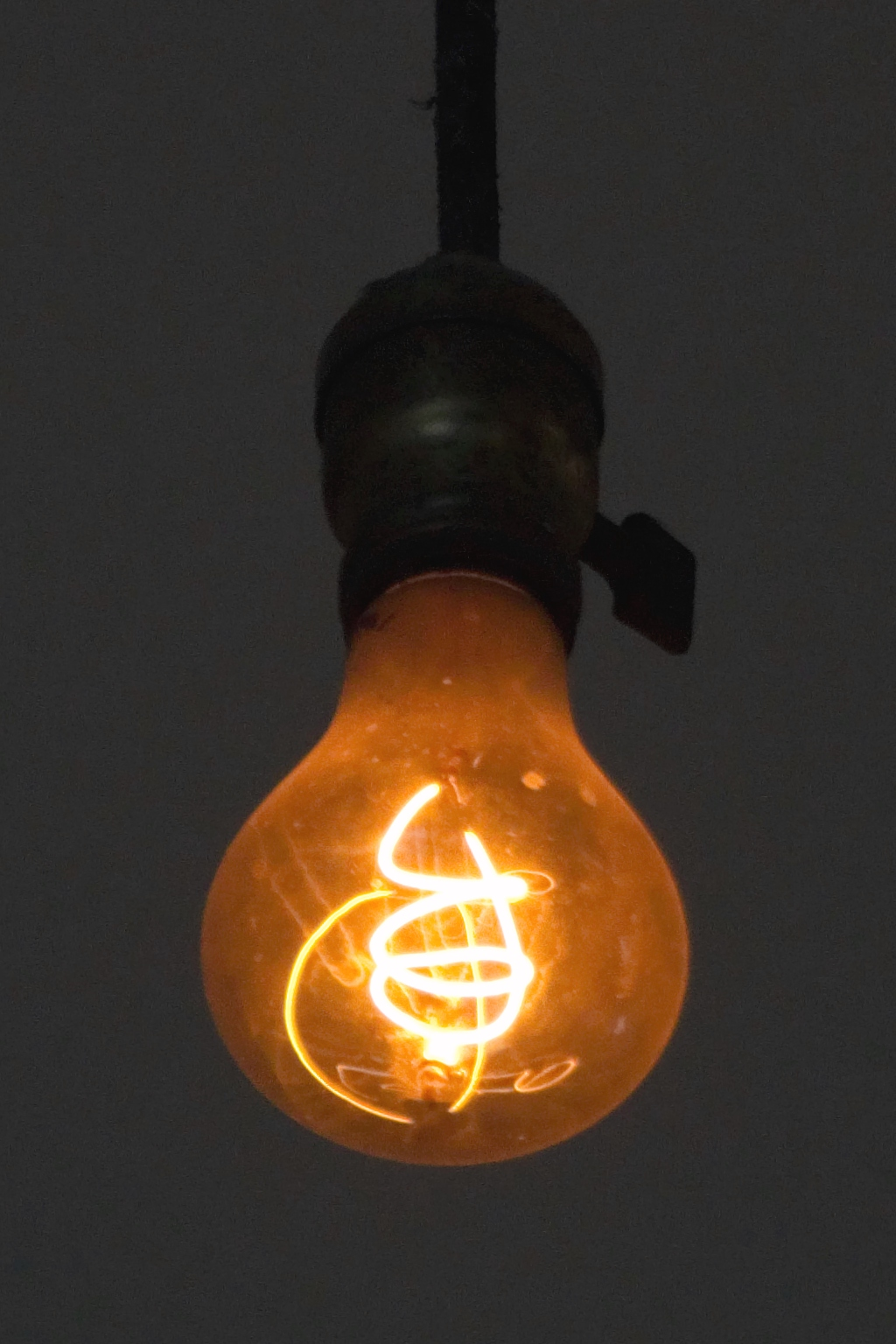
L'ampoule centenaire de Livermore (en 2013).

L'ampoule centenaire, ou ampoule de Livermore (en anglais Centennial Light, en entier Livermore Centennial Light Bulb), est une lampe à incandescence d'une puissance de quatre watts, qui brillerait depuis 1901. Cette ampoule, soufflée à la main avec une douille électrique, a été inventée par Adolphe Chaillet, et fabriquée à la fin des années 1890. Elle serait ainsi la plus vieille ampoule encore en fonctionnement au monde. Installée dans la caserne des pompiers de Livermore en Californie, elle n'a presque jamais été éteinte.

## Histoire
L'ampoule centenaire était à l'origine d'une puissance de 60 watts (alimentée en 110 volts). En vieillissant, la puissance a diminué considérablement puisqu'elle n'émet maintenant qu'une lumière équivalente à une veilleuse de 4 watts. La lampe au filament de carbone et sa douille ont été inventées par le français Adolphe Chaillet, qui en a déposé le brevet, le 28 février 1898 (obtenu le 23 mai 1899), au nom de son employeur, la société Shelby Electric Company, à Shelby, Ohio. Il améliore sa lampe et son filament et dépose une nouvelle demande de brevet le 22 octobre 1900 (accordée le 3 juin 1902).
Selon Zylpha Bernal Beck, l'ampoule a été donnée au Service incendie de Livermore par son père, Dennis Bernal, en 1901. Celui-ci était le propriétaire de l'entreprise Livermore Power and Water Company et a fait don de l'ampoule à la caserne des pompiers lors de la vente de son entreprise. Cette histoire a été soutenue par les pompiers bénévoles de cette époque.  
L'historique de l'ampoule indique qu'elle a été déplacée plusieurs fois. Elle a été installée en 1901 dans un hangar de stockage du matériel incendie sur L Street, puis déplacée dans un garage du centre ville utilisé par le service d'incendie de Livermore et par la police. Lorsque le service d'incendie a été renforcé, elle a été de nouveau déplacée à l'hôtel de ville, lors du regroupement de tous les services municipaux.
En 1976, le service d'incendie a déménagé à la nouvelle caserne des pompiers no 6 au 4550 East Avenue à Livermore, où l'ampoule se trouve actuellement. Le cordon de la douille de l'ampoule a été coupé par crainte d'endommager celle-ci par le dévissage. L'ampoule a donc été volontairement éteinte pendant les 22 minutes du transfert. Un électricien était sur place pour l'installation à son emplacement actuel et c'est alors que l'alimentation sans interruption a été sécurisée par le nouveau générateur de secours de la caserne. 
En 2001, a été célébré le centième anniversaire de l'ampoule. L'alimentation de l'ampoule a été cependant involontairement coupée plusieurs fois : en 1937 pendant une semaine lors d'une rénovation de la caserne, puis le soir du 20 mai 2013. Le grand public a été témoin de l'extinction de l'ampoule, grâce à la webcam dédiée. Le lendemain matin, un électricien a été appelé pour confirmer un défaut d'alimentation à la suite d'une erreur humaine (batterie de secours non remplacée) et la réparation a été réalisée dans un délai de neuf heures et trente minutes. Selon Thomas Bramell, l'ancien chef adjoint de la caserne qui a servi sous cette lumière pendant cinquante ans « Une fois rebranchée, elle brillait comme jamais. Au bout de deux semaines son intensité a diminué et s'est stabilisée à quatre watts. Personne ne comprend pourquoi ». En 2015, a été fêté le million d'heures de fonctionnement.

## Record de longévité

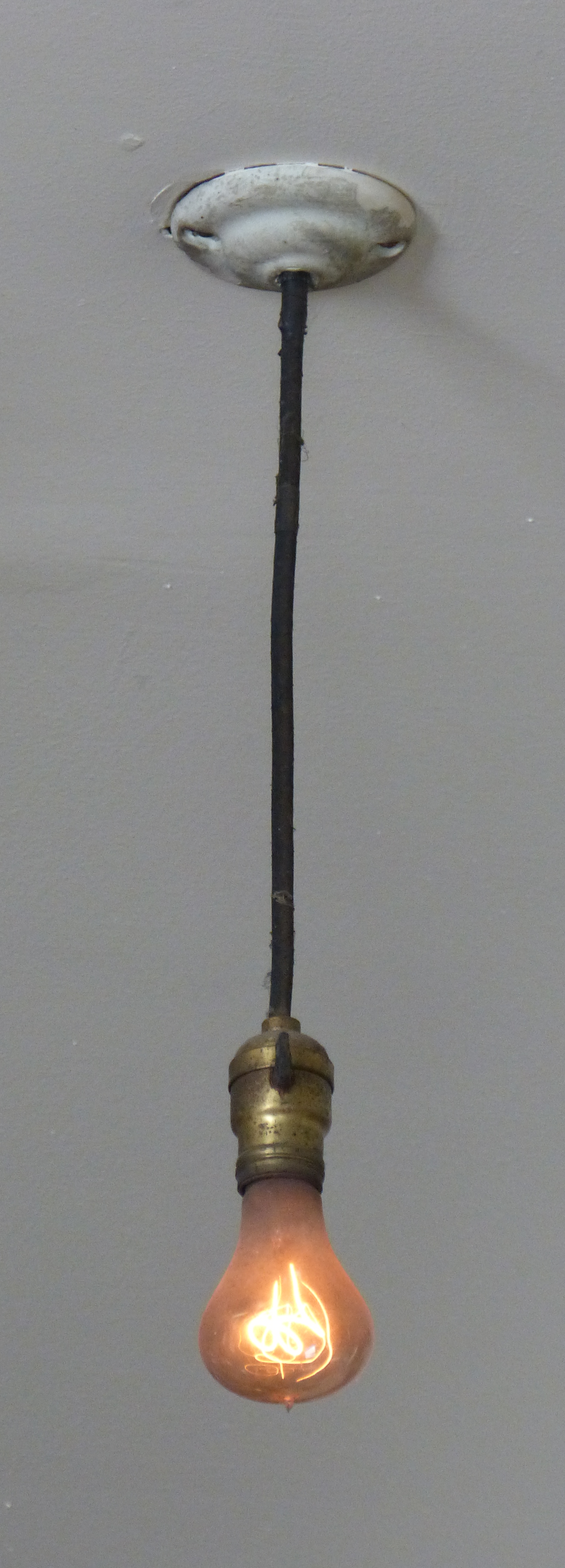
L'ampoule à la caserne des pompiers no 6 de Livermore.

Sa longévité lui vaut d'être inscrite en 1972, dans le Livre Guinness des records, comme étant la lampe à incandescence la plus durable. Elle est souvent citée comme preuve a contrario de la mise en œuvre de l'obsolescence programmée dans la fabrication des ampoules modernes et des équipements électroniques actuels.
De nombreux magazines et journaux ont publié des articles concernant cette ampoule centenaire. L'ampoule a également été l'objet de beaucoup de reportages sur de nombreuses grandes chaînes de télévision et de radio américaines, dont NBC, ABC, Fox, CBS, The WB, CNN et NPR. Aussi, de nombreuses lettres ont été envoyées, reconnaissant et célébrant sa longévité, notamment de la ville de Shelby en Ohio, de l'Assemblée de l'État de Californie, du Sénat de l'État de Californie, de la représentante Ellen Tauscher, de la sénatrice Barbara Boxer, et enfin du président George W. Bush. L'ampoule centenaire a également été mentionnée dans un épisode de MythBusters en décembre 2006 ainsi que les documentaires de PBS Livermore et Prêt à jeter de la réalisatrice allemande Cosima Dannoritzer (de) (diffusé sur Arte).
La caserne de pompiers a installé une webcam qui filme l'ampoule continuellement. La diffusion est disponible sur le site Internet de la caserne. Une nouvelle webcam a été  installée, la précédente n'ayant duré que trois ans. 
La durée de vie de cette ampoule s'explique par l'augmentation de la valeur de la résistance de son filament (en carbone) avec le temps,. Ce qui fait que, d'une valeur nominale de 60 W en début de vie, sa puissance consommée n'est plus (en 2011) que de 4 W (6,7 % de la valeur du début) et sa luminosité ne correspond plus qu'à 0,3 % de la valeur d'origine, à l'instar d'une ampoule ordinaire de 4 W. Son rendement a donc été divisé par 24, ce qui revient à dire que le prix en électricité de la lumière produite est 24 fois plus élevé que celle produite par une ampoule à incandescence de 60 W.

## Postérité
En 2012, l'artiste français Maxime Bondu a créé son double, une ampoule fabriquée artisanalement qui –  branchée à une batterie de secours – ne s’éteint jamais, même la nuit,.